# Élimination de Hofmann

Animation de l'élimination de Hofmann.

L'élimination de Hofmann, aussi connue sous le nom de méthylation exhaustive, est une réaction où une amine réagit pour former une amine tertiaire et un alcène, par excès d'iodométhane, suivie par une réaction avec de l'oxyde d'argent, de l'eau, et apport de chaleur.  
Après la première étape, un sel d'iodure d'ammonium quaternaire est créé. Après la substitution de l'iode par un anion hydroxyle, une réaction d'élimination a lieu par chauffage pour former un alcène et une amine tertiaire.
Avec des amines asymétriques, l'alcène majoritairement formé est le moins substitué et généralement le moins stable, une caractéristique appelée "Règle d'Hofmann". C'est l'opposé de ce qui se passe avec une réaction d'élimination normale où le produit le plus stable est majoritaire.(Règle de Zaïtsev).
Cette réaction est nommée d'après son inventeur, August Wilhelm von Hofmann.